# Ilariidae
Az Ilariidae az emlősök (Mammalia) osztályába, az erszényesek (Marsupialia) alosztályába és a Diprotodontia rendbe tartozó kihalt család. A késő oligocén korban éltek, a mai Ausztrália területén.